# Jashin-chan Dropkick!
Jashin-chan Dropkick! (邪神ちゃんドロップキック Jashin-chan Doroppukikku) là một manga dài tập tiếng Nhật được sáng tác và vẽ minh hoạ bởi Yukiwo. Manga bắt đầu nối tiếp trong tạp chí web của Flex Comix Comic Meteor vào tháng 4 năm 2012. Tới ngày 13 tháng 6 năm 2025, đã có 25 tập được phát hành. Một anime truyền hình dài tập được chuyển thể bởi Nomad lên sóng trên BS-Fuji từ tháng Bảy tới tháng 9 năm 2018, với một tập bổ sung được phát trực tuyến vào ngày 1 tháng 10 năm 2018. Mùa thứ hai được công chiếu vào ngày 6 tháng 4 năm 2020. Mùa thứ ba được dự kiến lên sóng vào năm 2022.

## Cốt truyện
Một nữ "phù thủy" người Nhật và cũng là sinh viên đại học tên là Yurine Hanazono triệu hồi Jashin "Ác thần" từ Địa ngục. Không thể tự mình quay trở lại Địa ngục, Jashin dành mỗi ngày để cố gắng giết Yurine vì nghĩ rằng giết kẻ đã triệu hồi mình sẽ giúp cô là cách nhanh nhất nhưng không thành công trong khi dành thời gian cho cô với nhiều người quen khác và cả những người bạn mới từ Thiên đường và Địa ngục.

## Nhân vật
Jashin-chan (邪神ちゃん)
Lồng tiếng bởi: Aina Suzuki
Một Lamia tự cho mình là trung tâm, người được triệu hồi từ Địa ngục bởi Yurine. Cô sở hữu khả năng "bất tử" cho phép cô tự phục hồi vết thương nửa thân rắn dưới của cô (hầu hết là do Yurine luôn mang cô ra để kiểm tra thử các vũ khí hoặc làm những việc mà Yurine cho là rắc rối). Mặc dù trông cô có vẻ hơi vô đạo đức, luôn thao túng Medusa lấy tiền để chơi pachinko hoặc chế nhạo Pekola mà không hề hối hận, nhưng trong thâm tâm cô không hẳn là thế. Tuy nhiên, như Yurine lưu ý, Jashin cảm thấy xấu hổ vì điều này và cố gắng che giấu chúng vì bản chất tsundere của mình. Jashin ở căn hộ của Yurine để làm nội trợ như quét dọn, khéo tay trong may vá và cả nấu ăn.
Hanazono Yurine (花園 ゆりね)
Lồng tiếng bởi: Nichika Ōmori
Một "con người" hay nữ sinh viên đại học sống trong một căn hộ ở thành phố Jinbocho đã triệu hồi Jashin đến trái đất với nghi thức cô đọc được trong một cuốn sách. Cô không ngừng hành hạ Jashin một cách tàn bạo cứ mỗi khi Jashin mang rắc rối đến, nhưng nói chung là đối tốt với người khác. Cô luôn xuất hiện theo ăn mặc phong cách gothic lolita với áo đầm ren dài đến đầu gối, vớ ren với giày, buộc tóc hai bên, đeo 1 cái bịt mắt bên trái và đội chiếc mũ nhỏ có dây buộc dưới cằm cô. Gia đình cô sở hữu một ngôi đền Hanazono ở Shinjuku và cô sẽ về đó phụ giúp đền bố mẹ nếu họ kêu. Yurine thường đóng vai trò là tiếng nói tâm trí và đại diện của người xem (ngụ ý cô đã phá vỡ bức tường thứ tư), bình luận một cách mỉa mai về những trò hề ngớ ngẩn giữa các nhân vật xung quanh cô.
Medusa (メデューサ Medyūsa)
Lồng tiếng bởi: Miyu Kubota
Một gorgon đến từ Địa ngục và là bạn thân của Jashin, mặc dù cô toàn bị coi là một ATM biết đi. Cô và Jashin khá thân thiết, đến mức mối quan hệ của họ khiến Yurine liên tưởng "mối quan hệ trai gái", với việc Jashin thường cư xử như một người "chồng" vô đạo đức, người liên tục thao túng "vợ" Medusa vì tiền. Đồng thời, khía cạnh dịa dàng của Medusa cho phép cô khám phá ra mặt tốt ở Jashin. Cả cô và Jashin luôn là những người thân thiết nhất và thường xuyên nhấn mạnh mối quan hệ bền chặt và sự phụ thuộc lẫn nhau. Khi hay ở ngoài, cô sẽ đội một chiếc túi giấy trên đầu để tránh mọi người nhìn vào mắt mình mà biến thành đá.
Pekola (ぺこら Pekora)
Lồng tiếng bởi: Yurie Kozakai
Một thiên thần bị mất vòng thánh và bị mắc kẹt ở trái đất. Cô thường sắp chết đói do không có tiền và sống như một người vô gia cư. Cô cũng không muốn dính líu gì đến Yurine (cô nghĩ Yurine là phù thủy vì quen lũ ác ma) và lũ ác ma, mặc vậy vẫn chấp nhận đồ ăn từ Yurine cho. Cô cố làm nhiều việc bán thời gian để kiếm tiền trang trải cuộc sống, lâu lâu cô may mắn được nhóm Yurine rủ đi chơi cùng, hầu hết là ăn ké.
Minos (ミノス Minosu)
Lồng tiếng bởi: Chiaki Omigawa
Một Minotaur kết bạn với Jashin và sống bên cạnh căn hộ của Yurine. Mặc dù là thân thế nửa người nửa bò, cô không hề e ngại khi ăn thịt bò. Là một Minotaur, cô có sự hăng hái và có sức mạnh khủng khiếp.
Poporon (ぽぽろん)
Lồng tiếng bởi: Rico Sasaki
Thiên thần tập sự cũ của Pekola, người tìm cách giết cô để có thể thay thế vị trí của Pekola - một thiên thần chính thức. Tuy vậy, cô mất đi sức mạnh của mình sau khi bị Jashin ăn mất vòng thánh, cô nhận công việc vừa là nhân viên cửa hàng ramen vừa là idol.
Persephone II (ペルセポネ2世 Perusepone Ni-sei)
Lồng tiếng bởi: Riho Iida
Một ác ma đến trái đất để tìm kiếm Jashin. Một điều đáng tiếc là cô và Jashin đã rất gần nhau vài lần nhưng không bao giờ nhận ra sự hiện diện của nhau. Cô là con gái của vua Âm phủ, Hades và Persephone. Sau đó cô sống với Minos và thường làm việc chung cùng cô, cơ thể cô khá là yếu ớt nên chỉ cần đánh nhẹ là cô gục ngay. Cô hay chế giễu Jashin-chan cứ mỗi khi cô thấy Jashin cố giết Yurine.
Tachibana Mei (橘芽 依)
Lồng tiếng bởi: Natsuko Hara
Một nữ nhân viên cảnh sát đã yêu Jashin từ cái nhìn đầu tiên và cố gắng chiếm lấy cô cho riêng mình. Cô gọi Jashin là "Orochimaru" và có sở thích lập dị là thường mang bất cứ thứ gì cô cho là dễ thương mang về nhà trưng một đống.
Yusa (遊佐)
Lồng tiếng bởi: Kazusa Aranami
Một yuki-onna chăm sóc em gái của mình - Koji và bán hàng rong đá bào hoặc thứ gì đó bằng năng lực băng của cô.
Kōji (浩二)
Lồng tiếng bởi: Miko Terada
Em gái của Yusa, người bị Jashin đặc biệt danh là Kori-chan (氷 ち ゃ ん). Máu của cô bé tạo ra xi-rô hương dâu trong khi "nước tiểu" tạo ra xi-rô hương chanh. Cô bé có khuôn mặt của một con chuột chũi, không thể cất tiếng nói rõ ràng và bị Mei bắt cóc nhiều lần vì Mei cho là cô bé rất dễ thương.
Beth (ベート Bēto)
Lồng tiếng bởi: M.A.O
Một Quái thú Gévaudan mà Yurine nuôi làm thú cưng bên ngoài căn hộ của mình.
Pino (ぴの)
Lồng tiếng bởi: Marina Yamada
Một thiên thần tập sự cũ khác của Pekola, người tìm cách giết Pekola và Poporon do qua lại với ác ma. Dẫu vậy, cô đánh mất sức mạnh sau khi bị Poporon phá vỡ vòng thánh của mình. Cô nhận công việc quản lý căn hộ nơi Yurine ở thay cho quản lý cũ và thường xuất hiện là đang quét dọn bên ngoài, cô nghĩ Thiên giới sẽ không tìm và giết được cô vì cô bên cạnh lũ ác ma. Cô cực kỳ hoang tưởng là sợ mình sẽ bị giết bất cứ lúc nào, cô còn sinh ra cảm xúc kỳ lạ với Yurine.
Kyon-Kyon (キョンキョン Kyonkyon)
Lồng tiếng bởi: Nanami Yamashita
Một cô gái là cương thi đến từ địa ngục Trung Quốc với mong muốn trở thành một con người thực sự, cô đang làm việc tại một hiệu sách. Trái ngược với chị mình ngây thơ và ngốc nghếch nhưng trình chiến đấu thì không ai bằng.
Ran-Ran (ランラン Ranran)
Lồng tiếng bởi: Minami Tanaka
Chị gái của Kyon-Kyon, cũng là cương thi - người đã bị biến thành gấu trúc do lời nguyền và ở ẩn trước ngực áo váy của Kyon-Kyon, mặc dù cô có thể ra ngoài. Lâu lâu cô có thể biến lại thành hình dạng ban đầu bắt cách ăn kẹo dâu, cô cũng giúp em gái mình ở hiệu sách.
Lierre (リエール Riēru)
Lồng tiếng bởi: Miharu Hanai
Là chủ nhân của cả Pekora, Poporon và Pino đến trái đất với mục đích hủy diệt nền văn minh của nhân loại sau khi thảo luận với các vị thần khác. Cô giấu dưới hình dạng là một đứa trẻ và sống ở trại trẻ mồ côi nơi người bạn cũ cô là Persephone làm việc ở đó. Dù cô trông có vẻ già dặn trong hình hài trẻ con những vẫn có đặc tính chả khác gì trẻ con như thích đồ dễ thương, làm mấy thứ chỉ có trẻ con làm.
Ác Ma A (悪魔A Akuma A)
Lồng tiếng bởi: Kōji Yusa
Một Baphomet và là người dẫn truyện trong anime.
Persephone (ペルセポネ Perusepone)
Lồng tiếng bởi: Miki Komori
Từng là giáo viên của Jashin-chan, Medusa, và Minos. Là mẹ của Persephone II, cô ở lại Trái đất để nghiên cứu văn hóa loài người và hiện đang làm việc tại một trại trẻ mồ côi nơi Lierre cải trang thành trẻ con trà trộn vào.
Ecute (エキュート Ekyūto)
Lồng tiếng bởi: Ruri Asano
Là cô công chúa Ma cà rồng sống ở Transylvania ở Ma Giới, cô khá là kiêu ngạo.
Atre (アトレ Atore)
Lồng tiếng bởi: Rena Hasegawa
Người chịu trách nhiệm dạy dỗ công chúa Ecute, cứ mỗi khi Ecute làm sai điều gì đó, cô sẽ dạy bảo một cách không thương tiếc như đá vào cô.
Hatsune Miku (初音ミク Miku Hatsune)
Lồng tiếng bởi: Saki Fujita
Nhân vật và là khách mời xuất hiện một cách ngắn ngủi trong vài tập ở mùa thứ ba.
Patra-chan (パトラちゃん, Patora-chan)
Trong vũ trụ Jashin-chan Dropkick!, Patra-chan là một nhân vật hư cấu nổi tiếng xuất hiện dưới nhiều hình thức hàng hóa khác nhau, như những figure sưu tầm mô tả cô ấy đang gặp nạn. Lierre, trong số những nhân vật khác, rất thích cô ấy. Patra-chan (tên đầy đủ là Cleopatra) là công chúa trẻ của hành tinh Ptolemy, người đang cố gắng hết sức để chinh phục hành tinh trái đất. Ở bên cạnh cô là người bạn đồng hành luôn trung thành và năng động Horus, một chú chim tròn nhỏ, đeo một chiếc khăn quàng cổ có khẩu hiệu thay đổi. Tuy nhiên, tham vọng chinh phục thế giới của Patra đã bị cản trở bởi hai chị em Noah và Reah, những người vì thương hại đã nhận Patra vào. Quần áo của Patra được lấy cảm hứng từ trang phục của người Ai Cập cổ đại. Patra-chan đã nhận được manga phụ hai tập của riêng mình, có tựa đề Uchū Pharaoh Patra-chan (宇宙ファラオ☆パトラちゃん, 'Space Pharao Patra-chan') .

## Truyền thông

### Manga
Bộ truyện được sáng tác bởi Yukiwo và bắt đầu tuần tự hóa trong tạp chí web Comic Meteor của Flex Comix vào tháng 4 năm 2012. Hai mươi lăm tập đã được phát hành tính tới ngày 13 tháng 6 năm 2025. Chương thứ 148 của manga đã bị xóa khỏi Comic Meteor vào ngày 29 tháng 5 năm 2019, do xảy ra một cuộc tấn công bằng dao trong một chuyến tàu ở Nhật Bản vào ngày 28 tháng 5 năm 2019. Bộ truyện tranh ăn khách của Yuki Shushu, tên là Minos no Beef 100% (ミノスのビーフ100%), đã được xuất bản dưới dạng manga one-shot vào ngày 29 tháng 8 năm 2018 và sau đó bắt đầu tuần tự hoá từ ngày 15 tháng 5 năm 2019. Bộ truyện được biên soạn thành tankobon vào ngày 9 tháng 4 năm 2020.

#### Danh sách tập
| #  | Ngày phát hành Tiếng Nhật | ISBN Tiếng Nhật   |
| -- | ------------------------- | ----------------- |
| 1  | 12 tháng 5 năm 2014       | 978-4-86675-886-2 |
| 2  | 12 tháng 6 năm 2014       | 978-4-86675-888-6 |
| 3  | 12 tháng 12 năm 2014      | 978-4-86675-895-4 |
| 4  | 12 tháng 6 năm 2015       | 978-4-86675-902-9 |
| 5  | 12 tháng 12 năm 2015      | 978-4-86675-909-8 |
| 6  | 11 tháng 6 năm 2016       | 978-4-86675-916-6 |
| 7  | 12 tháng 12 năm 2016      | 978-4-86675-925-8 |
| 8  | 12 tháng 6 năm 2017       | 978-4-86675-934-0 |
| 9  | 12 thang 12 năm 2017      | 978-4-86675-945-6 |
| 10 | 12 tháng 6 năm 2018       | 978-4-86675-015-6 |
| 11 | 9 tháng 8 năm 2018        | 978-4-86675-022-4 |
| 12 | 12 tháng 4 năm 2019       | 978-4-86675-050-7 |
| 13 | 12 tháng 10 năm 2019      | 978-4-86675-079-8 |
| 14 | 11 tháng 4 năm 2020       | 978-4-86675-103-0 |
| 15 | 12 tháng 6 năm 2020       | 978-4-86675-111-5 |
| 16 | 11 thang 12 năm 2020      | 978-4-86675-131-3 |
| 17 | 11 tháng 6 năm 2021       | 978-4-86675-152-8 |
| 18 | 10 tháng 12 năm 2021      | 978-4-86675-180-1 |
| 19 | 10 tháng 6 năm 2022       | 978-4-86675-223-5 |
| 20 | 12 tháng 12 năm 2022      | 978-4-86675-256-3 |
| 21 | 12 tháng 5 năm 2023       | 978-4-86675-286-0 |
| 22 | 12 tháng 12 năm 2023      | 978-4-86675-326-3 |
| 23 | 12 tháng 6 năm 2024       | 978-4-86675-358-4 |
| 24 | 12 tháng 12 năm 2024      | 978-4-86675-396-6 |
| 25 | 13 tháng 6 năm 2025       | 978-4-86675-440-6 |

### Anime
Một anime truyền hình dài 11 tập được chuyển thể bởi Nomad lên sóng trên BS-Fuji từ ngày 9 tháng 7 đến ngày 17 tháng 9 năm 2018 và được phát trực tuyến quốc tế trên Amazon Video. Một tập bổ sung đã được phát trực tuyến trên Amazon Video vào ngày 1 tháng 10 năm 2018. Hikaru Sato đạo diễn anime, Kazuyuki Fudeyasu giám sát kịch bản, đồng thời viết kịch bản cùng với Momoko Murakami. Makoto Koga nhà thiết kế nhân vật và chỉ đạo hoạt hình, và Yuki Kurihara và Yuzuru Jinma sáng tác nhạc. Nhạc mở đầu "Ano Ko ni Dropkick" (あの娘にドロップキック Dropkick to that Girl) được trình diễn bởi Aina Suzuki, Nichika Omori, Miyu Kubota, Yurie Kozakai, Chiaki Omigawa, Rico Sasaki, và Riho Iida dưới dạng lồng tiếng nhân vật tương ứng, trong khi bài hát chủ đề kết thúc "Home Sweet Home" được trình diễn bởi Yutaro Miura. Một tập thứ mười hai được công chiếu vào giữa tháng 11 năm 2019.
Mùa thứ hai được thúc đẩy để sản xuất sau khi mùa đầu tiên bán được hơn 2.000 bản Blu-ray và DVD.  Mùa thứ hai được công chiếu vào ngày 6 tháng 4 năm 2020, Amazon Prime Video phát hành tất cả 11 tập tại Nhật Bản vào ngày 6 tháng 4, và Tokyo MX, Tochigi TV, Sun TV và Hokkaido Cultural Broadcasting phát sóng hàng tuần. Crunchyroll phát trực tuyến mùa thứ hai trên toàn thế giới trừ Châu Á. Bài hát chủ đề được trình bày bởi Halca còn bài hát kết thúc kết thúc được trình bày bởi Zamb.
Một sự kiện gây quỹ cộng đồng cho mùa thứ ba bắt đầu vào ngày 30 tháng 9 năm 2020. Người ta thông báo rằng nếu đạt được mục tiêu gây quỹ, mùa thứ ba "sẽ mất hơn một năm để sản xuất" và ủy ban sản xuất "nhằm mục đích phát sóng mùa thứ ba vào năm 2022". Mục tiêu huy động vốn từ cộng đồng đã đạt được trong 33 giờ, vì vậy việc sản xuất phần thứ ba đã chính thức được bật đèn xanh. Phần có tựa đề Jashin-chan Dropkick!!! X, phát sóng từ ngày 6 tháng 7 đến ngày 21 tháng 9 năm 2022. Taku Yamada tham gia cùng Hikaru Sato với tư cách đạo diễn, trong khi Supa Love sáng tác nhạc. Bài hát chủ đề mở đầu "Are Kore Drastic" (あれこれドラスティック) do Halca trình bày và Aina Suzuki.  VTuber KAF và ca sĩ ảo Kafu biểu diễn ca khúc kết thúc "Ryūsenkei May Day" (流線形メーデー).
Một anime truyền hình đặc biệt, có tựa đề Jashin-chan Dropkick!: Apocalypse Day được công bố vào ngày 5 tháng 5 năm 2023. Phim đặc biệt do Makaria làm hoạt hình và công chiếu trên BS NTV vào ngày 26 tháng 12 năm 2023. Crunchyroll đã phát trực tuyến tập đặc biệt.

#### Mùa 1
| STT | Tiêu đề  | Ngày phát sóng gốc  |
| --- | -------- | ------------------- |
| 1 | "Tập 1"  | 9 tháng 7 năm 2018  |
| Yurine Hanazono, một phù thủy đã triệu hồi người phụ nữ rắn Jashin từ Địa ngục, tổ chức một bữa tiệc lẩu với Medusa - một gorgon, Minos - một minotaur, và Pekola - thiên thần. Tuy nhiên, Jashin, người không thể trở về nhà trừ khi cô giết Yurine, gây ra cả tá vấn đề. |          |                     |
| 2 | "Tập 2"  | 16 tháng 7 năm 2018 |
| Vào một ngày nắng nóng, Jashin kêu gọi yuki-onna Kōri đến hạ nhiệt cho căn hộ của Yurine. Sau đó, Yurine cố gắng giúp đỡ Pekola khi cô đấu tranh mà không có vòng thánh của mình. |          |                     |
| 3 | "Tập 3"  | 23 tháng 7 năm 2018 |
| Trước lễ Giáng sinh, Pekola xui xẻo khi Jashin bắt đầu nhắm mục tiêu vào những món ăn ít ỏi mà cô có. Yusa, chị gái của Kōri, đến hỏi cách Jashin đối xử với em gái cô. Sau đó, rõ ràng là Medusa mặc kệ tiền mình đưa cho Jashin tiêu xài. |          |                     |
| 4 | "Tập 4"  | 30 tháng 7 năm 2018 |
| Trong khi ăn trộm đồ chơi gashapon quý hiếm từ một đứa trẻ, Jashin bị bắt bởi nhân viên cảnh sát tự xưng là Mei Tachibana, người phát triển một sức hút ám ảnh đối với cô. Sau đó, Medusa trở nên tức giận với Jashin khi một trong những trò đùa của cô đã đi quá xa. |          |                     |
| 5 | "Tập 5"  | 6 tháng 8 năm 2018  |
| Việc Pekola do dự khi nhận thức ăn từ Yurine một lần nữa dẫn đến xung đột với sự tham lam của Jashin. Jashin đánh nhau với Minos trong khi Mei cố gắng lấy một linh vật cho mình. Pekola đấu tranh với công việc bán thời gian của mình trước khi phát hiện ra ngôi nhà của cô bị phá hủy bởi một Jashin say rượu. |          |                     |
| 6 | "Tập 6"  | 13 tháng 8 năm 2018 |
| Trong khi làm cà ri, Jashin vô tình làm phép quay ngược thời gian và bắt gặp phiên bản hồi còn nhỏ của chính mình thêm cả Medusa và Minos. Khi thấy Yusa và Kori dựng một quầy đá bào, Jashin cố gắng cạnh tranh với quầy hàng của mình. Pekola bị tiếp cận bởi Poporon, thiên thần tập sự cũ của cô, người đã cố gắng giết cô để cô có thể thay thế mình như một thiên thần chính thức. Tuy nhiên, cô bất ngờ được Jashin cứu khi Poporon nhào vào món cà ri cô làm và chọc giận cô.                                                                                          |          |                     |
| 7 | "Tập 7"  | 20 tháng 8 năm 2018 |
| Poporon cố gắng trả thù Jashin, nhưng lại bị cô ấy ăn mất vòng thánh và mất đi sức mạnh thiên thần. Sau đó, Jashin trở nên buồn bã khi biết Medusa dường như có một người bạn mới, chỉ để nhận ra rằng đó là một câu chuyện bịa mà Medusa nghĩ ra khi làm việc để kiếm thêm tiền cho Jashin. Sau đó, Jashin mọc chân sau khi uống một lọ thuốc từ Địa ngục và hẹn đi chơi với Medusa, người đang đeo kính áp tròng để ngăn chặn khả năng hóa đá của cô. Tuy nhiên, khi phát hiện ra nó chỉ có tác dụng trong một thời gian, Jashin đã trả thù người đã bán chúng cho bạn mình. |          |                     |
| 8 | "Tập 8"  | 27 tháng 8 năm 2018 |
| Jashin liên tục tiêu xài tất cả tiền tiêu vặt của mình vào máy pachinko. Poporon bị mắc kẹt trên Trái đất cho đến khi vòng thánh của cô ấy tái sinh, Pekola đề xuất rằng họ làm việc cùng nhau để tồn tại, nhưng bị phớt lờ. Sau đó, Yurine thương hại một yêu tinh nhỏ đã được gọi đến cho Setsubun, trong khi Jashin chia sẻ một số thức ăn với Pekola. Sau đó, Yurine bực tức với Jashin vì đã tiêu hết tiền của Medusa vào các trò chơi. |          |                     |
| 9 | "Tập 9"  | 3 tháng 9 năm 2018  |
| Jashin và Medusa bị cuốn vào giữa một vụ cướp ngân hàng, trong khi Minos lại có cuộc sống hàng ngày bận rộn của mình. Sau đó, Jashin tìm thấy Poporon đang làm việc tại một nhà hàng ramen trước khi vô tình ăn bánh pudding của Yurine. Đêm đó, Jashin gặp ác mộng về việc bị truy đuổi bởi những thây ma. |          |                     |
| 10 | "Tập 10" | 10 tháng 9 năm 2018 |
| Pekola vô tình đánh rơi tất cả số tiền kiếm được của mình vào một hộp từ thiện, sau đó mới biết rằng mình đã bị lừa. Yusa và Kori yêu cầu Yurine thử hương vị kem mới của họ. Pekola cuối cùng nhận công việc vệ sĩ cho Poporon, người hiện đang làm thần tượng, phải bảo vệ cô ấy khỏi một fan nguy hiểm. Medusa yêu cầu Jashin dạy cô cách làm sôcôla cho ngày lễ tình nhân. |          |                     |
| 11 | "Tập 11" | 17 tháng 9 năm 2018 |
| Khi Yurine bị sốt, Jashin, mặc dù có cơ hội giết cô, nhưng cuối cùng lại nhận được sự giúp đỡ của mọi người để chữa trị cho cô. Các cô gái thảo luận về tuổi thọ khác nhau giữa con người và ác quỷ trước khi tổ chức tiệc ngắm hoa. Sau đó, Jashin trở nên nghịch ngợm ở một tiệm bánh, nhưng cuối cùng lại bị một quả bóng bay bay vào không gian. |          |                     |
| 12 | "Tập 12" | 1 tháng 10 năm 2018 |
| Khi trở về từ không gian, Jashin trở nên lo lắng về việc Beth, thú cưng của Yurine đang lớn như thế nào. Sau đó, Yurine mời mọi người đi du lịch đến một bãi biển riêng, bao gồm cả một con quỷ khác tên là Persephone II. Jashin cuối cùng bị Kraken gài bẫy, thúc đẩy nỗ lực giải cứu miễn cưỡng từ những người khác. Quyết tâm trả thù Yurine, Jashin chỉ trang bị một số áo giáp từ Amazoness để Yumine triệu hồi một con Beth đã được trang bị đầy đủ để chống lại cô, sau đó mọi người cùng nhau thưởng thức bữa tiệc nướng.                                             |          |                     |

#### Mùa 2
| STT | Tiêu đề  | Ngày phát sóng gốc  |
| --- | -------- | ------------------- |
| 1   | "Tập 1"  | 6 tháng 4 năm 2020  |
| 2   | "Tập 2"  | 13 tháng 4 năm 2020 |
| 3   | "Tập 3"  | 20 tháng 4 năm 2020 |
| 4   | "Tập 4"  | 27 tháng 4 năm 2020 |
| 5   | "Tập 5"  | 4 tháng 5 năm 2020  |
| 6   | "Tập 6"  | 11 tháng 5 năm 2020 |
| 7   | "Tập 7"  | 18 tháng 5 năm 2020 |
| 8   | "Tập 8"  | 25 tháng 5 năm 2020 |
| 9   | "Tập 9"  | 1 tháng 6 năm 2020  |
| 10  | "Tập 10" | 8 tháng 6 năm 2020  |
| 11  | "Tập 11" | 15 tháng 6 năm 2020 |
| 12  | "Tập 12" | 22 tháng 6 năm 2020 |

#### Mùa 3
| STT | Tiêu đề | Ngày phát sóng gốc  |
| --- | --- | ------------------- |
| 1   | "Armageddon Karuta X" Chuyển ngữ: "Harumagedon Karuta X" (tiếng Nhật: ハルマゲドンかるたX)                                                                              | 6 tháng 7 năm 2022  |
| 2   | "Tất cả thuốc đều là Ramune" Chuyển ngữ: "Jōzai wa Subete Ramune Desu" (tiếng Nhật: 錠剤は全てラムネです)                                                               | 13 tháng 7 năm 2022 |
| 3   | "Piropiro tất sát" Chuyển ngữ: "Hissatsu Piropiro" (tiếng Nhật: 必殺ピロピロ)                                                                                           | 20 tháng 7 năm 2022 |
| 4   | "Cách sống đầy những thứ xấu xa ở Jinbocho" Chuyển ngữ: "Yokoshimana Jinbōchō no Sugoshikata" (tiếng Nhật: 邪な神保町の過ごし方)                                        | 27 tháng 7 năm 2022 |
| 5   | "Yêu và được yêu - 30 triệu" Chuyển ngữ: "Aishi Aisare 3000 Man" (tiếng Nhật: 愛し愛され3000万)                                                                         | 3 tháng 8 năm 2022  |
| 6   | "Gilding Kamuy: Kushiro" Chuyển ngữ: "Girutingu Kamui Kushiro" (tiếng Nhật: ギルティングカムイ釧路)                                                                     | 10 tháng 8 năm 2022 |
| 7   | "Hình mẫu nụ cười: Điều tôi tìm thấy ở Obihiro" Chuyển ngữ: "Egao no Katachi, Obihiro de Mitsuketa Mono" (tiếng Nhật: 笑顔の形、帯広で見つけたもの)                     | 17 tháng 8 năm 2022 |
| 8   | "Cưỡi cá heo gây hỗn loạn" Chuyển ngữ: "Iruka ni Notte Ōsawagi! Harahara Dokidoki Minamishimabara" (tiếng Nhật: イルカにノって大騒ぎ!ハラハラドキドキ南島原!)           | 24 tháng 8 năm 2022 |
| 9   | "Đôi mắt màu oải hương nhòa lệ vì Furano" Chuyển ngữ: "Furano ni Urumu Rabendā-iro no Hitomi" (tiếng Nhật: 富良野に潤むラベンダー色の瞳)                                | 31 tháng 8 năm 2022 |
| 10  | "Hãy lắng nghe bầu trời! Tên tôi là Jashin-chan!" Chuyển ngữ: "Ōzora ni Kike! Watashi no na wa Jashin-chan Desu no!" (tiếng Nhật: 大空に聞け!私の名は邪神ちゃんですの!) | 7 tháng 9 năm 2022  |
| 11  | "Trung tâm hiến máu Jinbocho" Chuyển ngữ: "Jinbōchō Kenketsu Sentā" (tiếng Nhật: 神保町献血センター)                                                                    | 14 tháng 9 năm 2022 |
| 12  | "Cú Dropkick vĩnh viễn" Chuyển ngữ: "Doroppukikku wa Eien ni" (tiếng Nhật: ドロップキックは永遠に))                                                                     | 21 tháng 9 năm 2022 |

## Tranh cãi
Vào ngày 16 tháng 11 năm 2022, Ủy ban đặc biệt về kiểm tra quyết toán tài khoản của Hội đồng thành phố Furano đã bỏ phiếu từ chối giải phóng số tiền huy động được thông qua hệ thống thuế quê hương để sản xuất tập thứ chín của mùa ba. Tập phim lấy bối cảnh ở Furano và quảng bá nhiều địa danh, doanh nghiệp và hàng hóa địa phương, đã bị các thành viên ủy ban chỉ trích vì âm mưu liên quan đến việc Jashin-chan lên kế hoạch bán nội tạng của mình để trả nợ, trong đó một thành viên gọi nội dung của tập phim là "xã hội không thể chấp nhận được". Ủy ban đã bỏ phiếu từ 7 đến 7 về việc có nên giải quyết tài khoản tài trợ hay không, trong đó chủ tịch có phiếu quyết định, do đó từ chối giao quỹ 33 triệu yên cho ủy ban sản xuất. Vào ngày 30 tháng 11, ủy ban đã đảo ngược quyết định của mình trong một phiên họp thường lệ, cho phép thanh toán số tiền này.  